# Драфт ВНБА 2006 года
Драфт ВНБА 2006 года прошёл 5 апреля, в среду, в выставочном центре (англ. Boston Convention and Exhibition Center) города Бостон, штат Массачусетс, который стал первым драфтом женской НБА, проводившимся за пределами штата Нью-Джерси. К участию в драфте были допущены игроки после окончания колледжа и игроки-иностранцы. Лотерея драфта состоялась 24 октября 2005 года, по её результатам право выбора под первым номером получила команда «Миннесота Линкс», который она использовала на 21-летнюю Сеймон Огастус, защитника из университета штата Луизиана. Кроме того сама церемония драфта состоялась на следующий день после проведения финала женской NCAA («Мэриленд Террапинс» — «Дьюк Блю Девилз» 78:75 ОТ), который также был сыгран в Бостоне на арене ТД Бэнкнорт-гарден.
В сезоне 2006 года приняло участие 14 клубов, на один больше, чем в прошедшем, потому что в межсезонье ВНБА пополнила команда «Чикаго Скай». В результате увеличения количества команд ассоциации состоялся так называемый драфт расширения, который прошёл 16 ноября 2005 года. Первый раунд драфта транслировался на канале ESPN2, в то время как второй и третий раунды были показаны на кабельных каналах NBA TV и ESPNU, а телевизионную трансляцию драфта комментировала Линда Кон.
Всего на этом драфте было выбрано 42 баскетболистки, из них 33 из США, 3 из Австралии (Рене Камино, Джессика Фоли и Марита Пейн), 2 из Канады (Шона Торберн и Ким Смит) и по одной с Сент-Винсента и Гренадин (София Янг), из Латвии (Зане Тейлане), Кот-д’Ивуара (Кристелль Н’Гарсанет) и России (Марина Кузина).

## Легенда к драфту
|  | Выделены игроки, выбранные в Баскетбольный зал славы                      |
|  | Выделены участники Матча всех звёзд ВНБА и игроки сборной всех звёзд ВНБА |
|  | Выделены участники Матча всех звёзд ВНБА                                  |
|  | Выделены игроки сборной всех звёзд ВНБА                                   |
|  | Выделены игроки, не игравшие в ВНБА                                       |

## Драфт расширения
| Выбор | Игрок             | Позиция   | Гражданство | Новая команда | Бывшая команда           | Университет                        |
| ----- | ----------------- | --------- | ----------- | ------------- | ------------------------ | ---------------------------------- |
| 1     | Джиа Перкинс      | Защитник  | США         | Чикаго Скай   | Шарлотт Стинг            | Технологический университет Техаса |
| 2     | Брук Уайкофф      | Форвард   | США         | Чикаго Скай   | Коннектикут Сан          | Университет штата Флорида          |
| 3     | Элейн Пауэлл      | Защитник  | США         | Чикаго Скай   | Детройт Шок              | Университет штата Луизиана         |
| 4     | Киша Браун        | Защитник  | США         | Чикаго Скай   | Хьюстон Кометс           | Университет Джорджии               |
| 5     | Деанна Джексон    | Форвард   | США         | Чикаго Скай   | Индиана Фивер            | Университет Алабамы в Бирмингеме   |
| 6     | Лаура Макки       | Форвард   | Италия      | Чикаго Скай   | Лос-Анджелес Спаркс      | —                                  |
| 7     | Стейси Лавлейс    | Форвард   | США         | Чикаго Скай   | Миннесота Линкс          | Университет Пердью                 |
| 8     | Детрина Уайт      | Форвард   | США         | Чикаго Скай   | Нью-Йорк Либерти         | Университет штата Луизиана         |
| 9     | Эшли Робинсон     | Центровая | США         | Чикаго Скай   | Финикс Меркури           | Университет Теннесси               |
| 10    | Челси Ньютон      | Защитник  | США         | Чикаго Скай   | Сакраменто Монархс       | Ратгерский университет             |
| 11    | Бернадетт Нгойиса | Центровая | ДР Конго    | Чикаго Скай   | Сан-Антонио Силвер Старз | —                                  |
| 12    | Франческа Дзара   | Защитник  | Италия      | Чикаго Скай   | Сиэтл Шторм              | —                                  |
| 13    | Стейси Дейлс      | Защитник  | Канада      | Чикаго Скай   | Вашингтон Мистикс        | Университет Оклахомы               |

## Основной драфт

### Первый раунд
| Выбор | Игрок                | Позиция             | Гражданство              | Команда драфта                                                                      | Университет/ Бывшая команда                |
| ----- | -------------------- | ------------------- | ------------------------ | ----------------------------------------------------------------------------------- | ------------------------------------------ |
| 1     | Сеймон Огастус       | Защитник / Форвард  | США                      | Миннесота Линкс                                                                     | Университет штата Луизиана                 |
| 2     | Кэппи Пондекстер     | Защитник            | США                      | Финикс Меркури                                                                      | Ратгерский университет                     |
| 3     | Моник Карри          | Защитник / Форвард  | США                      | Шарлотт Стинг                                                                       | Университет Дьюка                          |
| 4     | София Янг            | Форвард             | Сент-Винсент и Гренадины | Сан-Антонио Силвер Старз                                                            | Бэйлорский университет                     |
| 5     | Лиза Уиллис          | Защитник            | США                      | Лос-Анджелес Спаркс (право выбора от Вашингтон Мистикс)                             | Калифорнийский университет в Лос-Анджелесе |
| 6     | Кэндис Дюпри         | Форвард / Центровая | США                      | Чикаго Скай                                                                         | Темпльский университет                     |
| 7     | Шона Торберн         | Защитник            | Канада                   | Миннесота Линкс (право выбора от Детройт Шок)                                       | Университет Юты                            |
| 8     | Тамара Джеймс        | Защитник / Форвард  | США                      | Вашингтон Мистикс (право выбора от Лос-Анджелес Спаркс)                             | Университет Майами                         |
| 9     | Ла’Танджела Аткинсон | Защитник / Форвард  | США                      | Индиана Фивер                                                                       | Университет Северной Каролины в Чапел-Хилл |
| 10    | Тай’ша Флакер        | Центровая           | США                      | Шарлотт Стинг (право выбора от Хьюстон Кометс)                                      | Университет Теннесси                       |
| 11    | Барбара Тёрнер       | Защитник            | США                      | Сиэтл Шторм                                                                         | Университет Коннектикута                   |
| 12    | Шерилл Бейкер        | Защитник            | США                      | Нью-Йорк Либерти                                                                    | Университет Джорджии                       |
| 13    | Ким Смит             | Форвард             | Канада                   | Сакраменто Монархс                                                                  | Университет Юты                            |
| 14    | Шоланда Доррелл      | Защитник            | США                      | Сакраменто Монархс (право выбора от Коннектикут Сан через Сан-Антонио Силвер Старз) | Университет штата Луизиана                 |

### Второй раунд
| Выбор | Игрок             | Позиция  | Гражданство | Команда драфта                                                                 | Университет/ Бывшая команда                |
| ----- | ----------------- | -------- | ----------- | ------------------------------------------------------------------------------ | ------------------------------------------ |
| 15    | Энн Стротер       | Защитник | США         | Хьюстон Кометс (право выбора от Шарлотт Стинг, затем продана в Финикс Меркури) | Университет Коннектикута                   |
| 16    | Шэнна Кроссли     | Защитник | США         | Сан-Антонио Силвер Старз                                                       | Университет Теннесси                       |
| 17    | Амброзия Андерсон | Форвард  | США         | Детройт Шок (право выбора от Миннесота Линкс, затем продана в Миннесота Линкс) | Университет Бригама Янга                   |
| 18    | Лиз Моггенберг    | Форвард  | США         | Финикс Меркури (затем продана в Хьюстон Кометс)                                | Университет штата Мичиган                  |
| 19    | Никки Блю         | Защитник | США         | Вашингтон Мистикс                                                              | Калифорнийский университет в Лос-Анджелесе |
| 20    | Дженнифер Харрис  | Защитник | США         | Чикаго Скай                                                                    | Университет Уошберна                       |
| 21    | Мисти Уильямс     | Форвард  | США         | Финикс Меркури (право выбора от Детройт Шок, затем продана в Хьюстон Кометс)   | Университет Дьюка                          |
| 22    | Уиллнетт Крокетт  | Форвард  | США         | Лос-Анджелес Спаркс                                                            | Университет Коннектикута                   |
| 23    | Брук Куинан       | Форвард  | США         | Нью-Йорк Либерти                                                               | Бостонский колледж                         |
| 24    | Рене Камино       | Защитник | Австралия   | Хьюстон Кометс                                                                 | Австралийский институт спорта              |
| 25    | Далила Эш         | Форвард  | США         | Сиэтл Шторм                                                                    | Флоридский университет                     |
| 26    | Кэша Терри        | Форвард  | США         | Индиана Фивер                                                                  | Технологический институт Джорджии          |
| 27    | Латойя Бонд       | Защитник | США         | Шарлотт Стинг (право выбора от Сакраменто Монархс)                             | Университет Миссури                        |
| 28    | Дебби Меррилл     | Форвард  | США         | Коннектикут Сан                                                                | Университет штата Огайо                    |

### Третий раунд
| Выбор | Игрок                  | Позиция             | Гражданство | Команда драфта                                 | Университет/ Бывшая команда             |
| ----- | ---------------------- | ------------------- | ----------- | ---------------------------------------------- | --------------------------------------- |
| 29    | Тиффани Стэнсбери      | Форвард / Центровая | США         | Хьюстон Кометс                                 | Университет штата Северная Каролина     |
| 30    | Кара Смит              | Форвард             | США         | Сан-Антонио Силвер Старз                       | Университет Де Поля                     |
| 31    | Меган Даффи            | Защитник            | США         | Миннесота Линкс                                | Университет Нотр-Дам                    |
| 32    | Кристал Смит           | Защитник            | США         | Финикс Меркури                                 | Университет Айовы                       |
| 33    | Мириам Сай             | Центровая           | США         | Вашингтон Мистикс                              | Университет Оклахома-Сити               |
| 34    | Керри Гардин           | Форвард             | США         | Чикаго Скай                                    | Политехнический университет Виргинии    |
| 35    | Зане Тейлане           | Центровая           | Латвия      | Детройт Шок                                    | Университет Западного Иллинойса         |
| 36    | Тиффани Портер-Талберт | Защитник            | США         | Лос-Анджелес Спаркс                            | Университет Западного Кентукки          |
| 37    | Кристелль Н’Гарсанет   | Центровая           | Кот-д’Ивуар | Нью-Йорк Либерти                               | Университет Миссури                     |
| 38    | Джессика Фоли          | Защитник            | Австралия   | Индиана Фивер (право выбора от Хьюстон Кометс) | Университет Дьюка                       |
| 39    | Эрин Грант             | Защитник            | США         | Сиэтл Шторм                                    | Технологический университет Техаса      |
| 40    | Марина Кузина          | Центровая           | Россия      | Индиана Фивер                                  | Надежда (Оренбург)                      |
| 41    | Ламиша Огастин         | Форвард             | США         | Сакраменто Монархс                             | Университет штата Калифорния в Сан-Хосе |
| 42    | Марита Пейн            | Центровая           | Австралия   | Коннектикут Сан                                | Обернский университет                   |